# Арнова, Альба
Альба Арнова (урожд. Альба Фоззати; 15 марта 1930, Буэнос-Айрес, Аргентина — 11 марта 2018, Рим, Италия) — итальянская балерина и киноактриса.

## Жизнь и карьера
Альба Фоззати, дочь итальянских эмигрантов, родилась в Буэнос-Айресе. Изучала фортепиано в консерватории и поступила в университет на медицинский факультет. Стала танцовщицей основного состава в театре «Колон» в Буэнос-Айресе и сменила фамилию сначала на Арс Нова, потом на Арнова. В 1948 году покинула Аргентину, отправившись в полугодичные гастроли, но в итоге осталась в Риме, где работала сначала в театре как исполнительница классического танца, артистка ревю и субретка, затем, начиная с 1949 года, стала появляться в кинофильмах, обычно в незначительных ролях.
В 1956 Альба Арнова снискала скандальную популярность, появившись в телеварьете La piazzetta телекомпании RAI. Альба была одета в облегающее трико, из-за световых эффектов и черно-белого изображения её фигура казалась полуобнажённой; телешоу было прервано, и впоследствии она была уволена и отстранена от работы на итальянском телевидении. В результате Альба Арнова окончательно покинула шоу-бизнес.
Была замужем за композитором и дирижёром Джанни Феррио.

## Фильмография
- Al diavolo la celebrità, реж.: Марио Моничелли и Стено (1949)
- La strada buia, реж.: Сидни Сальков и Марино Джиролами (1950)
- La cintura di castità, реж.: Камилло Мастрочинкве (1950)
- Чудо в Милане, реж.:: Витторио Де Сика (1950)
- Totò Tarzan, реж.: Марио Маттоли (1951)
- Arrivano i nostri, реж.: Марио Маттоли (1951)
- O.K. Nerone, реж.: Марио Сольдати (1951)
- Altri tempi, реж.: Алессандро Блазетти (1952)
- Finalmente libero, реж.: Марио Амедола (1953)
- Amarti è il mio peccato, реж.: Серджо Греко (1953)
- Аида, реж.: Клементе Фраказзи (1953)
- La mia vita è tua, реж.: Джузеппе Мазини (1953)
- Джоконда, реж.: Джанчинто Солито (1953)
- Amori di mezzo secolo, реж.: Марио Чиари (1954)
- Cento anni d’amore, реж.: Лионелло де Феличе (1954)
- Rosso e nero, реж.: Доменико Паолелла (1954)
- Addio mia bella signora, реж.: Ферхандо Серхио (1954)
- La signora dalle camelie, реж.: Раймон Бернар(1954)
- Una donna prega, реж.: Антон Джулио Майано (1954)
- Tempi nostri, реж.: Алессандро Блазетти (1954)
- L’amante di Paride, реж.: Марк Аллегре (1954)
- Figaro, barbiere di Siviglia, реж.: Камилло Мастрочинкве (1955)
- I pinguini ci guardano, реж.: Гвидо Леони (1955)
- Il motivo in maschera, реж.: Стефано Канцио (1955)
- La ribalta dei sogni, реж.: Эрнесто Арациба (1955)
- Gerusalemme liberata, реж.: Карло Людовико Брагалья (1957)
- Europa di notte, реж.: Алессандро Блазетти (1959)